# Condado de York (Virgínia)
O Condado de York é um dos 95 condados do estado americano de Virgínia. A sede do condado é Yorktown, e sua maior cidade é Yorktown. O condado possui uma área de 558 km² (dos quais 285 km² estão cobertos por água), uma população de 56 298 habitantes, e uma densidade populacional de 206 hab/km² (segundo o censo nacional de 2000). O condado foi fundado em 1634.